# Agen, Västmanland
Agen är en sjö i Hällefors kommun i Västmanland och ingår i Göta älvs huvudavrinningsområde. Sjön genomflyts av Mångsälven.